# 狭叶弯蕊芥
狭叶弯蕊芥（学名：Loxostemon stenolobus）为十字花科弯蕊芥属的植物，是中国的特有植物。分布在中国大陆的四川、陕西、湖北、甘肃等地，生长于海拔2,400米至3,200米的地区，多生长在山坡和河边潮湿处，目前尚未由人工引种栽培。